# Solo humo
Solo humo es una novela del escritor español Juan José Millás, publicada por primera vez en 2023.

## Descripción
La novela, escrita por Juan José Millás, vio la luz en una primera edición de marzo de 2023, publicada por la editorial Alfaguara. Sigue los pasos del protagonista, Carlos, que a la muerte de un padre que lo había abandonado cuando era aún niño, se instala en el domicilio de aquel y va descubriendo más de su vida a través de unas notas manuscritas y de un libro de cuentos de los hermanos Grimm. A lo largo de la historia, se van entremezclando la realidad de la vida del protagonista y la ficción de los cuentos que lee. La crítica ha destacado el dominio que Millás muestra a la hora de tejer un «juego literario» en el que «los límites entre realidad y ficción nunca están demasiado claros», pero también ha apuntado a una falta de sorpresa: «El escritor, fiel a su estilo de desvelar la anormalidad de lo normal, pierde fuelle en una novela que arranca con brío pero se hace previsible», señaló, por ejemplo, Domingo Ródenas de Moya en un texto escrito para el diario El País.